# Actaea kashmiriana
Actaea kashmiriana là một loài thực vật có hoa trong họ Mao lương. Loài này được (J.Compton & Hedd.) J.Compton mô tả khoa học đầu tiên năm 1998.